# Afroestricus abyssinia
Afroestricus abyssinia är en tvåvingeart som beskrevs av Scarbrough 2005. Afroestricus abyssinia ingår i släktet Afroestricus och familjen rovflugor.
Artens utbredningsområde är Etiopien. Inga underarter finns listade i Catalogue of Life.